# Klukowo-Kolonia
Klukowo-Kolonia – wieś w Polsce położona w województwie podlaskim, w powiecie wysokomazowieckim, w gminie Klukowo.
W latach 1975–1998 miejscowość administracyjnie należała do województwa łomżyńskiego.
Wierni kościoła rzymskokatolickiego należą do parafii Najświętszej Maryi Panny Częstochowskiej w Klukowie.

## Historia
Wieś powstała na przełomie lat 20. i 30. XX wieku na gruntach rozparcelowanego majątku Klukowo.